# جنگ عثمانی و مملوکان (۱۵۱۶–۱۵۱۷)
جنگ عثمانی و مملوکان (۱۵۱۶–۱۵۱۷) درگیری نظامی میان سلطنت مملوکان مصر و امپراتوری عثمانی بود که نتیجه پیروزی قاطع امپراتوری عثمانی بود که به سقوط مملوکان و الحاق سوریه، مصر و شبه جزیره عربستان به قلمرو عثمانی انجامید. این جنگ و پیروزی متعاقب آن، موجب شد که عثمانی از دولتی محلی که قلمرو آن محدود به آناتولی و بالکان می‌شد، به یک امپراتوری بزرگ تبدیل شود که سرزمین‌های سنتی اسلام نظیر مکه، قاهره، دمشق و حلب را در اختیار داشت؛ اگرچه، این سرزمین‌ها اکنون از قسطنطنیه اداره می‌شدند.